# Makoto Okiguchi
Makoto Okiguchi (沖口 誠?, Okiguchi Makoto; Osaka, 22 novembre 1985) è un ginnasta giapponese vincitore della medaglia d'argento ad Pechino 2008 nel concorso a squadre.

## Palmarès
- Giochi olimpici estivi

Pechino 2008: argento nel concorso a squadre.
- Campionati mondiali di ginnastica artistica

2007 - Stoccarda: argento nel concorso a squadre.
2011 - Tokyo: argento nel concorso a squadre, bronzo nel volteggio.